# Randazzo
Randazzo település Olaszországban, Szicília régióban, Catania megyében. Lakosainak száma 10 186 fő (2023. január 1.). Randazzo Adrano, Belpasso, Bronte, Castiglione di Sicilia, Floresta, Maletto, Nicolosi, Regalbuto, Roccella Valdemone, Sant’Alfio, Santa Domenica Vittoria, Tortorici, Zafferana Etnea, Biancavilla, Centuripe, Floresta és Troina községekkel határos.

## Népesség
A település lakossága az elmúlt években az alábbi módon változott:
| Lakosok száma | 10 810 | 10 763 | 10 186 |
|               | 2017   | 2018   | 2023   |